# Glycymeris arabica
Die Meermandel, auch Gemeine Samtmuschel, (Glycymeris glycymeris) ist eine im Meer lebende Muschel-Art aus der Familie der Samtmuscheln (Glycymerididae, Ordnung der Arcida). Sie ist im westlichen Indischen Ozean einschließlich des Roten Meeres beheimatet. 1939 wurde sie im Suezkanal nachgewiesen, und von 1966 existiert ein Nachweis auch für die israelische Küste, doch scheint sich die Art dort als Lessepsscher Einwanderer nicht etabliert zu haben.

## Merkmale
Das gleichklappige, mäßig geblähte Gehäuse ist im Umriss annähernd dreieckig; der Hinterrand ist etwas abgestutzt und leicht verlängert. Es ist fast gleichseitig, die Wirbel sitzen nur leicht vor der Mittellinie. Sie erreicht eine maximale Gehäuselänge von 2 cm (3 cm: Zenetos et al.), bei etwa gleicher Gehäusehöhe und einer Dicke, die etwa zwei Drittel von Gehäuselänge und -höhe aufweist. Henry Adams gibt ein Verhältnis von Länge zu Höhe zu Dicke von 18:18:12 mm an. Der Vorderrand ist sehr wenig gewölbt und fällt steil ab, der hintere Dorsalrand ist annähernd gerade und fällt flach ab. Der Hinterrand ist leicht abgestutzt, der Übergang Dorsalrand zum Hinterrand fast gewinkelt. Der Vorderrand ist weit gerundet. Die mäßig hohen und prominenten Wirbel sind leicht nach hinten eingerollt. Das Ligament liegt extern vor und hinter dem Wirbel.
Der taxodonte Schlossrand ist stark gebogen, vor dem Wirbel sind bis zu 12 gleiche Zähnchen vorhanden, im hinteren Teil bis zu 14 Zähnchen. Die Mantellinie ist nicht eingebuchtet. Die zwei Schließmuskeln sind gerundet-quadratisch und gleich groß.
Die Ornamentierung besteht aus bis zu 30 niedrigen, abgeflachten Rippen mit schmaleren Zwischenräumen. Die Rippen tragen sehr feine eingetiefte radiale Striae. Der innere Gehäuserand ist gekerbt. Die Schale ist außen in der Grundfarbe weißlich bis beige mit braunen bis rotbraunen Flecken oder grob randparallel verlaufenden Zickzack-Linien. Auf der Innenseite ist gewöhnlich im hinteren ventralen Gehäuseteil ein braun-schwarzes Feld vorhanden.

## Ähnliche Arten
Glycymeris arabica unterscheidet sich von Glycymeris glycymeris durch den leicht schief-dreieckigen Umriss mit abgestutztem Hinterrand und leicht winkligem Übergang von Dorsalrand und Hinterrand. Außerdem bleibt die Art deutlich kleiner.

## Geographische Verbreitung, Lebensraum und Lebensweise
Die Art hat ihr Verbreitungsgebiet im westlichen Indischen Ozean einschließlich des Roten Meeres und des Golfs von Suez. Sie wurde bisher einmal vor der israelischen Küste nachgewiesen, hat sich dort aber nicht etabliert. Der Nachweis ist zudem noch etwas unsicher, da das Exemplar beschädigt war.
Die Art lebt im flachen Wasser auf Sandböden, auf denen sie sich aktiv bewegt. Das Exemplar vor der israelischen Küste wurde aus 46 Meter Wassertiefe gedredgt (ausgebaggert). Die Tiere sind Suspensionsfiltrierer.

## Taxonomie
Das Taxon wurde 1871 von Henry Adams unter der ursprünglichen Binomen Axinaea (Pectunculus) arabica in die Literatur eingeführt. Es wird heute zur Gattung Glycymeris da Costa, 1778 gestellt.